# The Fall (együttes)
A The Fall brit post-punk együttes volt. A post-punk mellett jelen voltak az experimental rock, art punk és lo-fi műfajokban is.
1976-ban alakultak a manchesteri Prestwich-ben. Zenei hatásukként a Can, The Stooges, The Monks, The Velvet Underground zenekarokat, illetve Captain Beefheart-ot jelölték meg. Hosszú fennállásuk alatt számtalan tagcserén átesett a zenekar.
Karrierjük alatt 32 nagylemezt jelentettek meg. 2018-ban feloszlottak Mark E. Smith halála miatt.
A zenekar Live at the Witch Trials (1979) és The Infotainment Scan (1993) című albumai bekerültek az 1001 lemez, amit hallanod kell, mielőtt meghalsz című könyvbe.

## Tagok
Az együttes utolsó felállása a következő volt:
- Mark E. Smith – ének, hegedű, gitár, billentyűk, egyéb hangszerek (1967-2017)
- Pete Greenway – gitár (2006-2017)
- Dave Spurr – basszusgitár (2006-2017)
- Keiron Melling – dobok (2006, 2007-2017)
- Michael Clapham – billentyűk (2017)

## Diszkográfia
- Live at the Witch Trials (1979)
- Dragnet (1979)
- Grotesque (After the Gramme) (1980)
- Hex Enduction Hour (1982)
- Room to Live (1982)
- Perverted by Language (1983)
- The Wonderful and Frightening World Of... (1984)
- This Nation's Saving Grace (1985)
- Bend Sinister (1986)
- The Frenz Experiment (1988)
- I Am Kurious Oranj (1988)
- Extricate (1990)
- Shift-Work (1991)
- Code: Selfish (1992)
- The Infotainment Scan (1993)
- Middle Class Revolt (1994)
- Cerebral Caustic (1995)
- The Light User Syndrome (1996)
- Levitate (1997)
- The Marshall Suite (1999)
- The Unutterable (2000)
- Are You Are Missing Winner (2001)
- The Real New Fall LP (Formerly Country on the Click) (2003)
- Fall Heads Roll (2005)
- Reformation Post TLC (2007)
- Imperial Wax Solvent (2008)
- Your Future Our Clutter (2010)
- Ersatz GB (2011)
- Re-Mit (2013)
- Sub-Lingual Tablet (2015)
- New Facts Emerge (2017)